# Брезє-под-Наносом
Брезє-под-Наносом (словен. Brezje pod Nanosom) — поселення в общині Постойна, Регіон Нотрансько-крашка, Словенія. Висота над рівнем моря: 568,6 м.